# سرینو
سرینو (به ایتالیایی: Serino) یک کومونه در ایتالیا است که در استان آولینو واقع شده‌است.

## خصوصیات
سرینو ۵۲ کیلومترمربع مساحت و ۷٬۳۰۸ نفر جمعیت دارد.

## خواهرخوانده
شهر بایا ماره خواهرخواندهٔ سرینو هست.